# Liste des sites inscrits des Alpes-Maritimes

En rouge sur la carte de France, le département des Alpes-Maritimes.

Logotype des monuments naturels et des sites dont la conservation ou la préservation présente un intérêt général du fait de leur caractère artistique, historique, scientifique, légendaire ou pittoresque.

La liste des sites inscrits des Alpes-Maritimes comprend 56 sites inscrits à l'inventaire des monuments naturels et des sites dont la conservation ou la préservation présente un intérêt général du fait de leur caractère artistique, historique, scientifique, légendaire ou pittoresque dans le département des Alpes-Maritimes.

## Sites et monuments naturels
Les sites et monuments naturels ne sont ni des monuments historiques ni des réserves naturelles. Leur histoire est cependant inspirée des premiers et a inspiré les secondes.
Ce sont des ensembles de propriétés foncières, publiques ou privées, « dont la conservation peut avoir, au point de vue artistique ou pittoresque, un intérêt général » ainsi que le précise dès 1906 la Loi Beauquier qui prévoit leur classement. La loi du 2 mai 1930, précédée de quinze jours par la loi du 16 avril 1930 qui prescrit la rénovation générale du cadastre napoléonien, introduit un nouveau type de protection, l'inscription.

## Inscription sur la liste

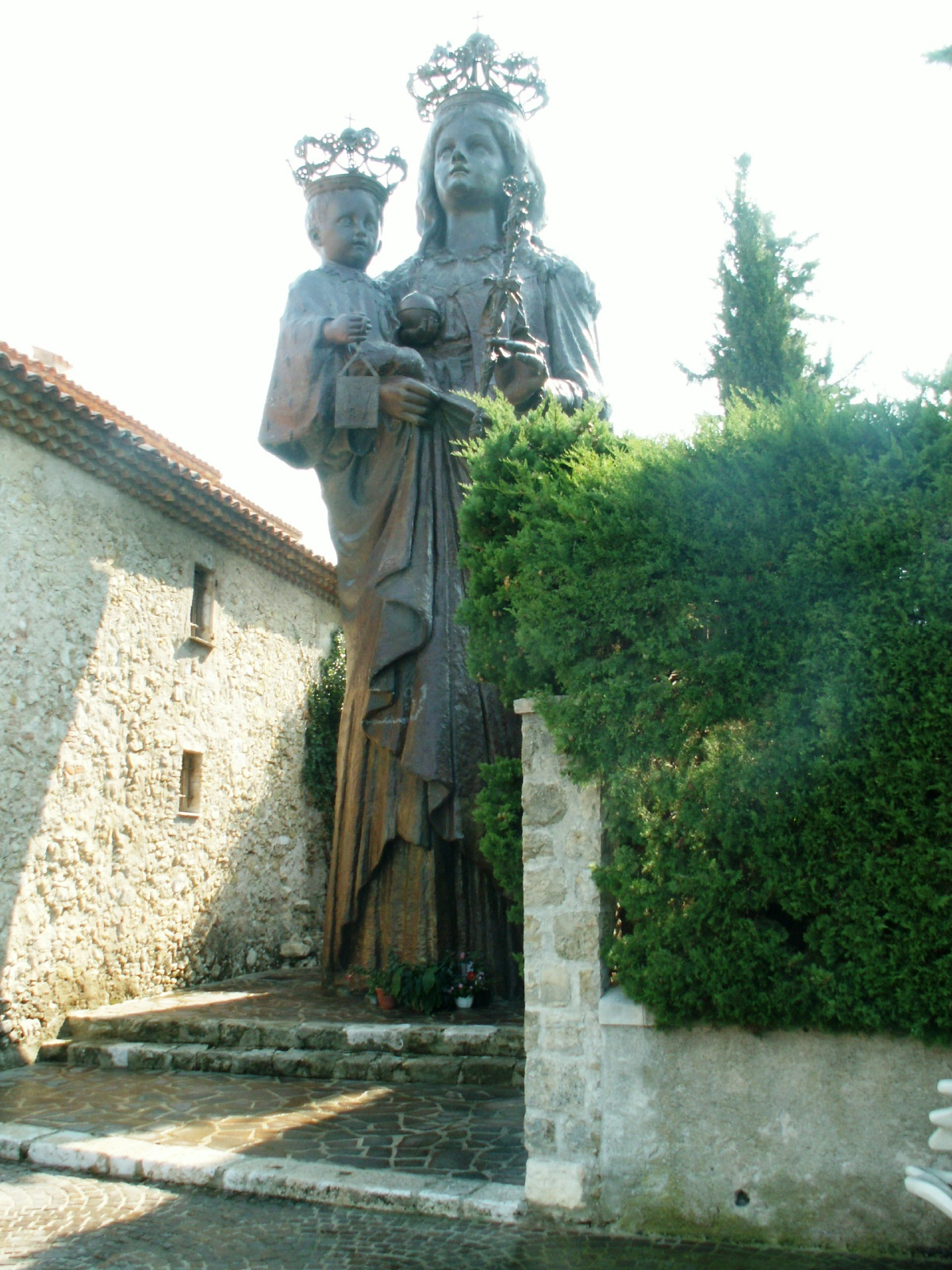
« Parcelle avoisinant la chapelle de Saint-Hospice » à Saint-Jean-Cap-Ferrat : premier site inscrit en 1932 dans les Alpes-Maritimes.

La liste, mise à jour au 15 novembre 2022, des monuments naturels et des sites dont la conservation ou la préservation présente un intérêt général du fait de leur caractère artistique, historique, scientifique, légendaire ou pittoresque, comprend 56 sites inscrits dans le département des Alpes-Maritimes. L'inscription sur la liste est prévue par l'article L. 341-1 du code de l'environnement.
La loi du 30 mars 1887 sur la conservation des monuments historiques et des objets d'art a, la première, posé la notion de patrimoine historique, suivie par la loi du 21 avril 1906 organisant la protection des sites et monuments naturels de caractère artistique et précisée par la loi du 2 mai 1930 ayant pour objet de réorganiser la protection des monuments naturels et des sites de caractère artistique, historique, scientifique, légendaire ou pittoresque, codifiée à droit constant en 2000 aux articles L. 341-1 à L. 341-22 du code de l'environnement.
La loi du 2 mai 1930, dont le Touring club de France est également à l'origine, et qui introduit ce nouveau type de protection des sites et monuments naturels, s'inspire de la loi du 31 décembre 1913 prévoyant l'inscription et le classement des monuments historiques, l'inscription étant pour ceux-ci l'antichambre du classement, quand celle des sites et monuments naturels est parfois considérée comme une protection de deuxième catégorie. Elle constitue de fait un outil adapté à la préservation de sites moins sensibles ou moins anthropisés, comme le petit patrimoine rural moins soumis à la pression foncière, dont l'intérêt justifie une vigilance de l'État sans qu'il soit nécessaire de recourir au classement. Elle peut aussi constituer une mesure conservatoire avant le classement.
En 1957, le champ d'application de la loi du 2 mai 1930 a été élargi et 36 réserves naturelles ont ainsi été classées sous le régime des sites. La loi du 10 juillet 1976 sur la protection de la nature, premier texte spécifique aux réserves naturelles, a par la suite fait de nombreux emprunts à celle du 2 mai 1930.
Les projets de protection sont préparés par la direction régionale de l'Environnement, de l'Aménagement et du Logement de Provence-Alpes-Côte d'Azur et soumis pour avis à la Commission départementale des sites, perspectives et paysages des Alpes-Maritimes.
Chacun des sites est inscrit sur la liste par arrêté ministériel, après avis des communes concernées et enquête publique.

## Conservation et préservation
La conservation ou la préservation des monuments naturels et des sites inscrits, de la compétence du ministère de l'Écologie, est mise en œuvre localement par la direction régionale de l'Environnement, de l'Aménagement et du Logement de Provence-Alpes-Côte d'Azur et par l'Unité départementale de l'Architecture et du Patrimoine des Alpes-Maritimes, sous l'autorité du préfet du département.
Les travaux, autres que ceux d'exploitation courante des fonds ruraux et d'entretien des constructions, susceptibles d'affecter l'espace dans le périmètre des sites inscrits, sont soumis à déclaration, quatre mois avant leur début, auprès de l'architecte des bâtiments de France qui dispose d’un avis consultatif pour les autorisations de travaux et d'un avis conforme pour les permis de démolir.

## Révision du statut

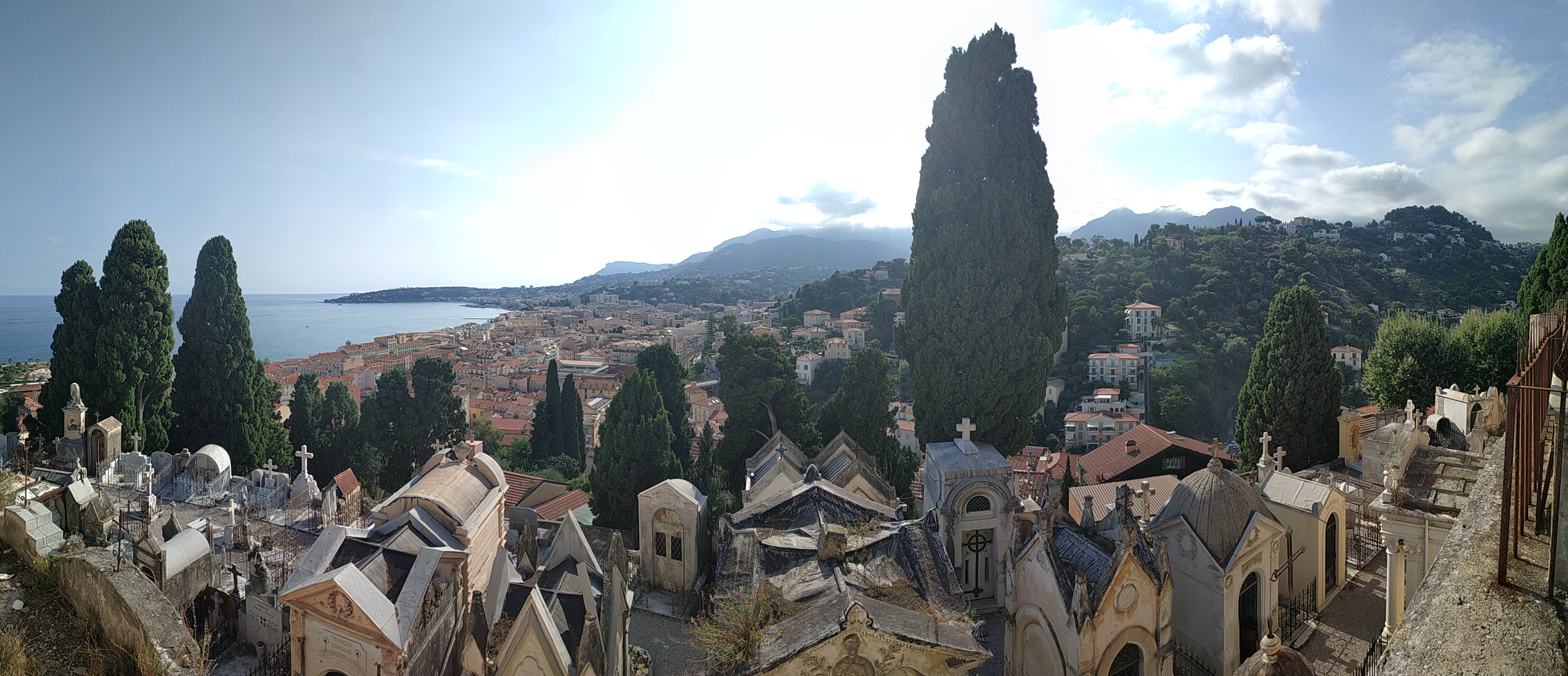
« Cyprès du cimetièren » : site inscrit compris dans le Secteur Sauvegardé de Menton.

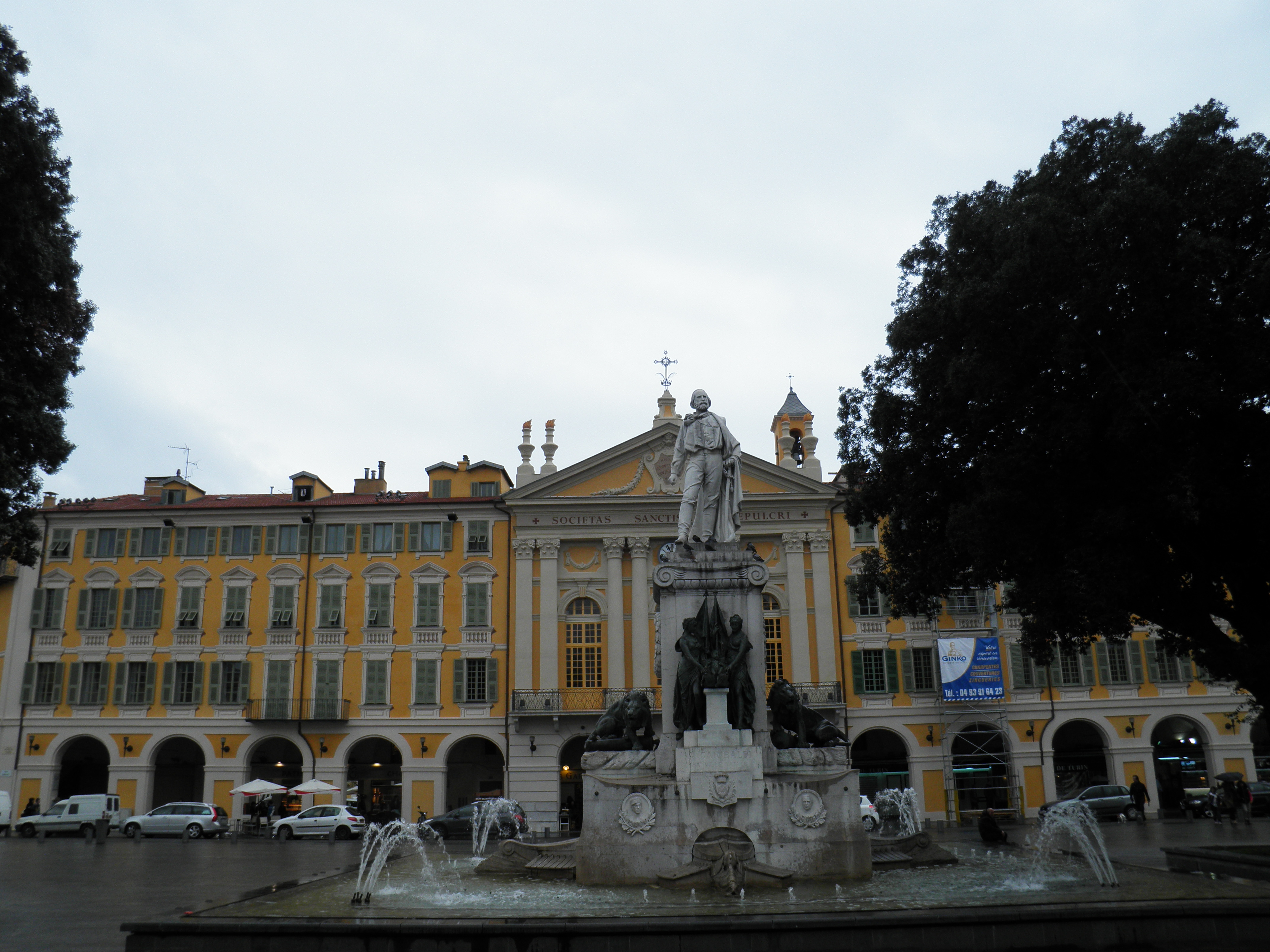
« Ensemble urbain Garibaldi-Masséna » : site inscrit compris dans le Secteur Sauvegardé de Nice.

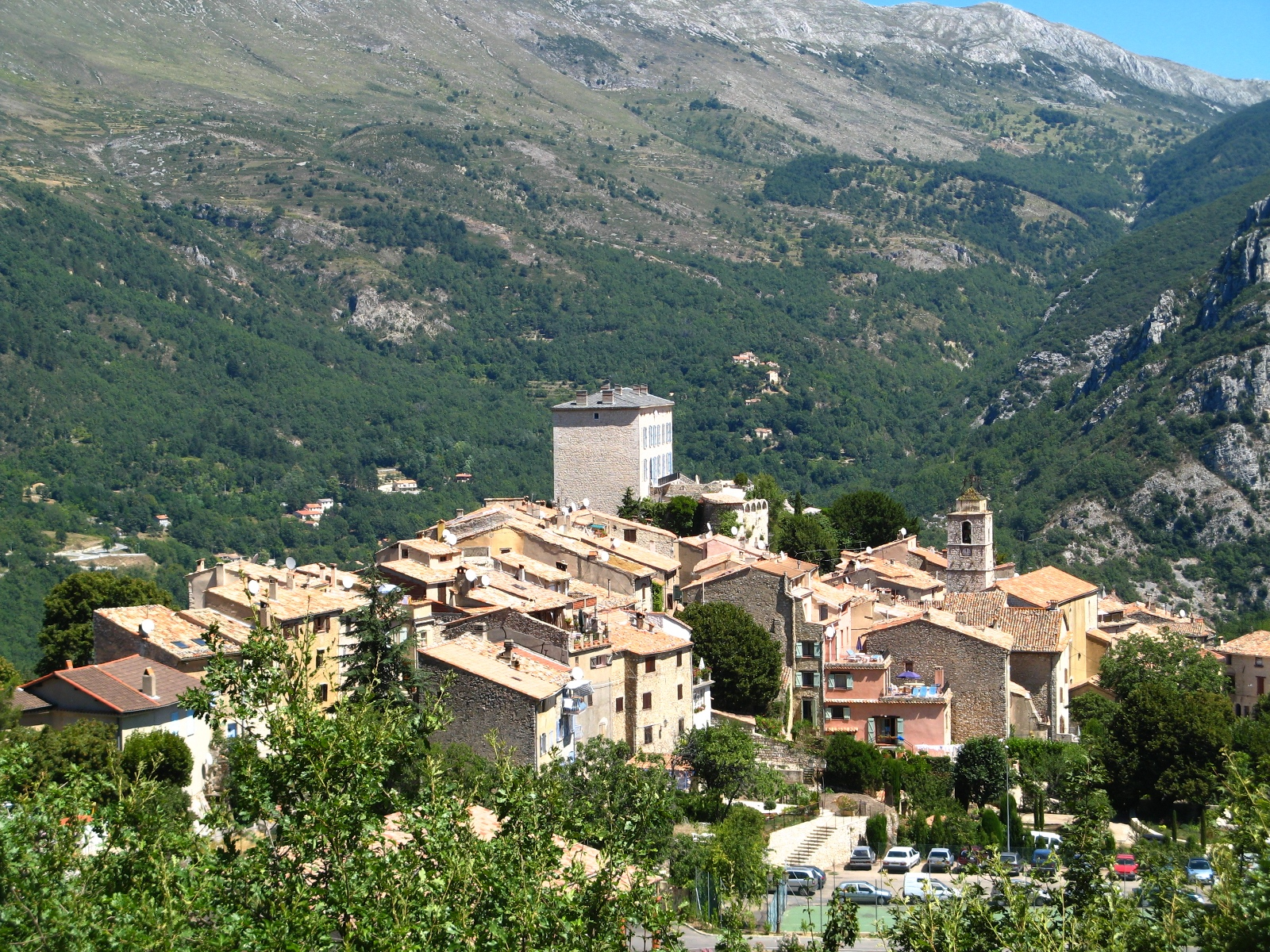
« Plateau de Caussols (parties restantes) » : site inscrit dont la majeure partie a été requalifiée en site classé dans les Alpes-Maritimes.

L'article 168 de la loi du 8 août 2016 pour la reconquête de la biodiversité, de la nature et des paysages, codifié à l'article L. 341-1-2 modifié du code de l'environnement, propose une possible révision à l'horizon 2026 du statut des sites qui étaient inscrits avant sa promulgation : mesure de classement lorsque leurs caractéristiques le justifient ; décret mettant fin à leur inscription justifié par leur état de dégradation irréversible ou par leur couverture par une autre mesure de protection ; maintien dans la liste,.
Aucun site des Alpes-Maritimes n'a été désinscrit par le décret du 5 mai 2022 qui a procédé à une première régularisation du statut de 533 sites irrémédiablement dégradés (30) ou couverts par une autre mesure de protection (503),,.
Le décret détaille les mesures de protection de niveau au moins équivalent. Ce sont celles qui protègent les monuments historiques classés, les sites patrimoniaux remarquables (anciennement aire de mise en valeur de l'architecture et du patrimoine ou zone de protection du patrimoine architectural, urbain et paysager ou secteur sauvegardé doté potentiellement d'un plan de sauvegarde et de mise en valeur), les périmètres délimités des abords de monuments historiques et les réserves naturelles nationales,.

Il existe sept sites patrimoniaux remarquables dans le département des Alpes-Maritimes, à Antibes, Menton, Grasse, Le Bar-sur-Loup et trois à Nice. La notice des « Cyprès du cimetière de Menton » ou celle de l'« Ensemble urbain Garibaldi-Masséna à Nice » en date de décembre 2014 indiquent par exemple : 

« Le site inscrit est totalement compris dans le Secteur Sauvegardé de Menton. Tant qu'il est en vigueur, le règlement du Plan de Sauvegarde et de Mise en Valeur (PSMV) du Secteur Sauvegardé se substitue aux effets du site inscrit. »

« L’ensemble du Vieux Nice a fait l’objet d’un Secteur Sauvegardé en 1969. Le Plan de Sauvegarde et de Mise en Valeur (17/12/1993, modifié le 22/10/1997) se substitue dans son emprise aux effets du site inscrit. »

 L'avis de la Commission départementale des sites, perspectives et paysages des Alpes-Maritimes n'est pas visé dans le décret du 5 mai 2022. Ces sites demeurent dans le catalogue des sites inscrits des Alpes-Maritimes à la date de sa mise à jour au 15 novembre 2022 bien que couverts par une mesure de protection de niveau au moins équivalent. La Cour des comptes signale en juin 2022 l'engorgement des unités départementales de l'Architecture et du Patrimoine occasionné par le « foisonnement des protections ».
Un site inscrit a cependant fait l'objet d'un classement par un décret du 27 mai 2016 préalable à la pomulgation de la loi, celui de l'« Ensemble formé par les plateaux de Calern et Caussols et leurs contreforts », qui reste toutefois inscrit pour les parties qui n'ont pu être classées notamment les villages de Caussols, Cipières et Gourdon.

## La «guerre du Golf»

« Terrain de golf dit Golf-Club de Cannes » : site inscrit en 1942 préservé grâce à l'action de la Commission des sites des Alpes-Maritimes.

Baptisée la « guerre du Golf » par l'historien du Old Course de Mandelieu-la-Napoule lors du centenaire de sa création, l'affaire du Cannes Golf Club contre M. Jacquin, propriétaire du terrain, et contre l'administrateur du camping de la Pinède, est un exemple de préservation d'un site des Alpes-Maritimes grâce à son inscription par un arrêté de 1942 au titre de la loi du 2 mai 1930. Le golf n'ouvrant que durant la saison de villégiature des hivernants, le propriétaire du terrain l'avait loué pour l'été, grâce à une dérogation préfectorale obtenue en 1950, à l'exploitant d'un camping dont les utilisateurs avaient occasionné des dégradations telles qu'elles mettaient chaque année en péril la réouverture du golf, tant les travaux de remise en état du terrain étaient importants, mais aussi la justification de son inscription au titre des sites.
La presse tant locale que golfique s'émut de ce dilemme posé aux autorités. Après la perte de l'hippodrome et des terrains de polo, la perte du Golf-Club aurait signifié la disparition de ce qui faisait de Cannes « la cité des sports élégants ». Il ne s'agissait cependant pas d'interdire la coexistence des deux activités nécessaires au développement touristique de la région, mais l'implantation du camping sur le terrain du golf, site inscrit au titre de la loi de 1930, quand il existait d'autres lieux possibles d'installation sur la commune.
Après moult expertises, contre-expertises et inspections, la Commission des sites ne suivit finalement pas la demande du propriétaire du terrain, soutenue par la municipalité de Mandelieu, de désinscription du golf pour permettre l'installation pérenne plus lucrative du camping. La dérogation préfectorale fut abrogée et non seulement les dégradations furent réparées et le site retrouva les qualités qui avaient justifié son inscription, mais le Cannes Golf-Club put envisager de nouveaux aménagements permettant de démocratiser la pratique du golf en étendant son ouverture à la saison estivale. Ce qui n'empêcha pas quelques années plus tard l'érection des résidences du « Riou de l'Argentière » en affleurement du parcours.

## Catalogue des sites inscrits
Les 56 sites inscrits dans le département des Alpes-Maritimes sont catalogués dans la base territoriale régionale Aménagement Environnement mise en ligne par la direction régionale de l'Environnement, de l'Aménagement et du Logement de Provence-Alpes-Côte d'Azur. Ils couvrent une superficie totale de 613,07 km2. En dehors de celle des plateaux de Caussols datée de décembre 2016, les fiches détaillées sont datées de novembre 2014. Le catalogue est à jour au 15 novembre 2022.
| Commune(s) | Nom du site inscrit | Date del'arrêté | Superficie(ha) | Propriété          | Autre(s)mesure(s)   | Coordonnées                                             | Illustration |
| --- | --- | --------------- | -------------- | ------------------ | ------------------- | ------------------------------------------------------- | ------------ |
| Andon | Ruines de Castellaras | 28/03/1969      | 48.99          | Publique et privée | S : oui C : non     | 43° 47′ 30″ N, 6° 50′ 22″ E                             |              |
| Antibes | Partie de la vieille ville, port et anse Saint-Roch                                                                                        | 20/07/1967      | 50.88          | Publique et privée | S : oui C : oui     | 43° 34′ 52″ N, 7° 07′ 26″ E                             |              |
| Antibes | Site naturel du Cap d'Antibes | 20/12/1966      | 458.16         | Publique et privée | S : oui C : oui     | 43° 33′ 03″ N, 7° 07′ 47″ E                             |              |
| Antibes (T), Biot (T), Cagnes-sur-Mer (T), Cannes, Le Cannet (T), La Colle-sur-Loup (T), Mandelieu-la-Napoule (T), Mougins, Opio, Roquefort-les-Pins (T), Saint-Paul-de-Vence (T), Théoule-sur-Mer (T), Valbonne (T), Vallauris (T), Villeneuve-Loubet (T) | Bande côtière de Nice à Théoule | 10/10/1974      | 24690.82       | Publique et privée | S : oui C : oui/non | 43° 39′ 24″ N, 7° 10′ 40″ E 43° 28′ 49″ N, 6° 56′ 00″ E |              |
| Auribeau-sur-Siagne, Pégomas (Alpes-Maritimes), Tanneron (Var) | Village d'Auribeau sur Siagne et abords | 18/09/1973      | 318.25         | Publique et privée | S : non C : oui     | 43° 36′ 48″ N, 6° 54′ 41″ E                             |              |
| Beaulieu-sur-Mer, Saint-Jean-Cap-Ferrat | Port et anse des Fourmis | 01/02/1967      | 23.58          | Publique et privée | S : oui C : oui     | 43° 42′ 13″ N, 7° 19′ 57″ E                             |              |
| Beaulieu-sur-Mer (T), Beausoleil (T), Cap-d'Ail (T), Castellar (T), Èze, Gorbio, Menton (T), Nice, Peille, Roquebrune-Cap-Martin (T), Sainte-Agnès (T), Saint-Jean-Cap-Ferrat (T), La Trinité, La Turbie, Villefranche-sur-Mer (T)                         | Littoral de Nice à Menton | 20/03/1973      | 9426.01        | Publique et privée | S : oui C : oui/non | 43° 41′ 29″ N, 7° 17′ 22″ E 43° 47′ 21″ N, 7° 31′ 45″ E |              |
| Biot | Village | 07/05/1963      | 7.02           | Publique et privée | S : oui C : non     | 43° 37′ 39″ N, 7° 05′ 55″ E                             |              |
| Beuil, Pierlas, Rigaud, Thiéry, Touët-sur-Var | Gorges inférieures et supérieures du Cians                                                                                                 | 05/12/1952      | 957.6          | Publique et privée | S : non C : non     | 44° 02′ 18″ N, 6° 58′ 37″ E                             |              |
| Cagnes-sur-Mer | Domaine du Moulin-du-Loup | 16/02/1965      | 0.9            | Privée             | S : oui C : oui     | 43° 38′ 55″ N, 7° 08′ 17″ E                             |              |
| Cagnes-sur-Mer | Propriété dite Golf de Saint-Véran | 09/01/1942      | 21.89          | Privée             | S : oui C : oui     | 43° 38′ 53″ N, 7° 08′ 43″ E                             |              |
| Cagnes-sur-Mer | Vieux village | 18/02/1966      | 17.54          | Publique et privée | S : oui C : oui     | 43° 39′ 53″ N, 7° 08′ 56″ E                             |              |
| Cagnes-sur-Mer, Villeneuve-Loubet | Ensemble compris entre la mer et la RN 7                                                                                                   | 01/03/1951      | 177.2          | Publique et privée | S : oui C : oui     | 43° 38′ 46″ N, 7° 08′ 27″ E                             |              |
| Caille | Village et abords | 08/12/1977      | 917.17         | Publique et privée | S : non C : non     | 43° 46′ 45″ N, 6° 43′ 48″ E                             |              |
| Cannes | Promenade de la Croisette | 11/05/1944      | 23.08          | Publique et privée | S : oui C : oui     | 43° 32′ 58″ N, 7° 01′ 37″ E                             |              |
| Carros | Village et abords | 06/02/1967      | 43.12          | Publique et privée | S : oui C : non     | 43° 47′ 37″ N, 7° 11′ 18″ E                             |              |
| Caussols, Cipières, Gourdon | Plateau de Caussols (parties restantes) | 28/07/1976      | 263.24         | Publique et privée | S : oui C : non     | 43° 44′ 41″ N, 6° 54′ 43″ E                             |              |
| Châteauneuf-Grasse, Opio | Villages et abords | 10/10/1974      | 300.19         | Publique et privée | S : non C : oui     | 43° 40′ 09″ N, 6° 58′ 57″ E                             |              |
| Courmes (T), Tourrettes-sur-Loup (T), Vence | Arrière-pays | 30/05/1975      | 7083.59        | Publique et privée | S : oui C : oui     | 43° 42′ 58″ N, 7° 02′ 44″ E                             |              |
| Èze | Site du vieux Èze | 27/08/1942      | 19.98          | Publique et privée | S : oui C : oui     | 43° 43′ 43″ N, 7° 21′ 42″ E                             |              |
| Èze | Terrains situés en contrebas de la Grande-Corniche                                                                                         | 29/07/1937      | 1.25           | Privée             | S : oui C : oui     | 43° 44′ 06″ N, 7° 20′ 47″ E                             |              |
| Gattières | Village et abords | 06/02/1967      | 37.47          | Publique et privée | S : non C : non     | 43° 45′ 37″ N, 7° 10′ 36″ E                             |              |
| Gréolières | Chapelle Saint-Étienne et partie du village abandonné qui l'entoure                                                                        | 23/07/1941      | 0.89           | Publique et privée | S : oui C : oui     | 43° 47′ 57″ N, 6° 56′ 40″ E                             |              |
| Ilonse | Village, places et rues | 25/06/1973      | 2.92           | Publique et privée | S : non C : non     | 44° 01′ 55″ N, 7° 06′ 04″ E                             |              |
| La Turbie | Abords du trophée d'Auguste | 18/02/1943      | 2.05           | Publique et privée | S : oui C : oui     | 43° 44′ 41″ N, 7° 24′ 06″ E                             |              |
| La Turbie | Flanc ouest de la Tête de Chien | 24/11/1969      | 36.41          | Publique et privée | S : oui C : oui     | 43° 43′ 51″ N, 7° 24′ 08″ E                             |              |
| Mandelieu-la-Napoule | Terrain de golf dit Golf-Club de Cannes | 09/01/1942      | 62.73          | Publique et privée | S : oui C : oui     | 43° 31′ 56″ N, 6° 56′ 25″ E                             |              |
| Marie | Village | 18/05/1976      | 31.65          | Publique et privée | S : non C : non     | 44° 01′ 55″ N, 7° 08′ 06″ E                             |              |
| Menton | Cyprès du cimetière | 29/06/1951      | 0.55           | Publique           | S : oui C : oui     | 43° 46′ 41″ N, 7° 30′ 20″ E                             |              |
| Menton | Olivaie du Pian et abords | 29/06/1951      | 3.13           | Publique et privée | S : oui C : oui     | 43° 47′ 07″ N, 7° 30′ 49″ E                             |              |
| Menton | Parc municipal du plateau Saint-Michel et abords                                                                                           | 29/06/1951      | 10.13          | Publique et privée | S : oui C : oui     | 43° 46′ 49″ N, 7° 29′ 52″ E                             |              |
| Nice | Ensemble inscrit au quartier Cimiez à Nice                                                                                                 | 12/01/1942      | 5.39           | Publique et privée | S : oui C : oui     | 43° 43′ 12″ N, 7° 16′ 36″ E                             |              |
| Nice | Ensemble urbain Garibaldi-Masséna | 30/09/1966      | 51.91          | Publique et privée | S : oui C : oui     | 43° 41′ 49″ N, 7° 16′ 33″ E                             |              |
| Nice | Façades, élévations et toitures des immeubles situés quartier des Ponchettes                                                               | 15/05/1944      | 5.09           | Publique et privée | S : oui C : oui     | 43° 41′ 42″ N, 7° 16′ 41″ E                             |              |
| Nice | Port de Nice et abords | 02/01/1942      | 37.25          | Publique et privée | S : oui C : oui     | 43° 41′ 39″ N, 7° 17′ 06″ E                             |              |
| Nice | Terrasse de l'avenue Bieckert et abords | 08/08/1945      | 0.88           | Publique et privée | S : non C : oui     | 43° 42′ 21″ N, 7° 16′ 28″ E                             |              |
| Peillon | Village et abords | 19/07/1954      | 49.12          | Publique et privée | S : oui C : non     | 43° 46′ 44″ N, 7° 22′ 58″ E                             |              |
| Pierrefeu | Village et abords | 20/07/1970      | 12.2           | Publique et privée | S : oui C : non     | 43° 52′ 31″ N, 7° 04′ 53″ E                             |              |
| Roquebrune-Cap-Martin | Propriété Kahn | 18/11/1937      | 3.34           | Privée             | S : oui C : oui     | 43° 45′ 02″ N, 7° 28′ 59″ E                             |              |
| Roquebrune-Cap-Martin | Terrains du Cap Martin entre la mer, le sentier du bord de mer et l'avenue de la Mer                                                       | 12/09/1966      | 5.43           | Publique et privée | S : oui C : oui     | 43° 44′ 59″ N, 7° 29′ 13″ E                             |              |
| Roquebrune-Cap-Martin | Terrains situés en contrebas de la Grande Corniche                                                                                         | 01/04/1971      | 0.88           | Publique et privée | S : oui C : oui     | 43° 45′ 24″ N, 7° 26′ 35″ E                             |              |
| Roquebrune-Cap-Martin | Vieux village et abords | 10/01/1964      | 18.35          | Publique et privée | S : oui C : oui     | 43° 45′ 54″ N, 7° 27′ 37″ E                             |              |
| Saint-Dalmas-le-Selvage | Village et abords | 27/01/1964      | 8.24           | Publique et privée | S : oui C : non     | 44° 17′ 05″ N, 6° 50′ 48″ E                             |              |
| Saint-Jean-Cap-Ferrat | Parcelle avoisinant la chapelle de Saint-Hospice                                                                                           | 31/05/1932      | 0.04           | Publique et privée | S : oui C : oui     | 43° 41′ 10″ N, 7° 20′ 48″ E                             |              |
| Saint-Jean-Cap-Ferrat | Terrains littoraux du Cap Ferrat | 12/09/1966      | 44.87          | Publique et privée | S : oui C : oui     | 43° 41′ 16″ N, 7° 19′ 44″ E                             |              |
| Saint-Jeannet | Village | 07/05/1975      | 1366.18        | Publique et privée | S : oui C : non     | 43° 44′ 54″ N, 7° 08′ 42″ E                             |              |
| Saint-Martin-Vésubie | Propriété de M. Vial au Boréon | 30/08/1948      | 11.04          | Publique et privée | S : oui C : non     | 44° 06′ 51″ N, 7° 17′ 06″ E                             |              |
| Saint-Martin-Vésubie, Tende | Vallée des Merveilles, vallon de Castérino et vallon de la Minière ; vallon de la Madone de Fenestre, vallée du Boréon et vallon de Salèse | 26/10/1959      | 14571.3        | Publique et privée | S : oui C : non     | 44° 04′ 32″ N, 7° 26′ 18″ E 44° 05′ 00″ N, 7° 16′ 18″ E |              |
| Saint-Paul-de-Vence | Village et ses abords formant socle | 13/03/1967      | 61.25          | Publique et privée | S : oui C : non     | 43° 41′ 50″ N, 7° 07′ 23″ E                             |              |
| Sainte-Agnès | Village et abords | 16/12/1958      | 70.11          | Publique et privée | S : oui C : non     | 43° 48′ 06″ N, 7° 27′ 44″ E                             |              |
| Saorge | Village et abords | 02/10/1963      | 6.12           | Publique et privée | S : oui C : non     | 43° 59′ 19″ N, 7° 33′ 07″ E                             |              |
| Séranon | Chapelle de Gratemoine et abords immédiats                                                                                                 | 28/02/1964      | 2.71           | Publique et privée | S : non C : non     | 43° 46′ 19″ N, 6° 41′ 40″ E                             |              |
| Tourrettes-sur-Loup | Village ancien | 28/09/1964      | 6.38           | Publique et privée | S : oui C : oui     | 43° 43′ 06″ N, 7° 03′ 37″ E                             |              |
| Utelle | Sanctuaire de la Madone d'Utelle et abords                                                                                                 | 05/01/1966      | 13.53          | Publique et privée | S : non C : non     | 43° 54′ 41″ N, 7° 13′ 53″ E                             |              |
| Valbonne | Village | 26/03/1971      | 17.08          | Publique et privée | S : oui C : non     | 43° 38′ 26″ N, 7° 00′ 19″ E                             |              |
| Villefranche-sur-Mer | Baie de Villefranche | 13/01/1961      | 19.63          | Publique et privée | S : oui C : oui     | 43° 42′ 02″ N, 7° 19′ 00″ E                             |              |